# Тодор Филипов
Тодор (Тръпко) Филипов е български лекар от Македония, практикувал в началото на XX век.

## Биография
Роден е през 1874 година в село Банище, Дебърско, а според други сведения в град Дебър. Завършва в 1893 година педагогическите курсове на Солунската българска мъжка гимназия. Завършва медицина през 1904 година в Лозана, Швейцария.
През декември 1905 година той е в Браила и прави запитване до Училищния отдел на Екзархията къде би могъл да отиде на работа. Избира Прилеп и е назначен там. Започва да работи от средата на февруари 1906 г. и остава до края на годината. През декември моли за задграничен отпуск, като същевременно заявява и кандидатурата си за хирург в замисляната българска амбулатория с фелдшер и хирург и бъдеща българска болница. Идеята не се осъществява и той не се връща в града.
Иска съгласието на Екзархията да започне частна практика в Скопие. От 22 март той вече е в града. През учебната 1909/19010 година е пансионен лекар на Скопското свещеническо училище и в Скопското българско педагогическо училище. Преподава и „популярна медицина“ и „хигиена“ в горните класове. Лекува ученици и от трите български пансиона в града. След завръщането на командирования в Тетово д-р Н. Герасимов д-р Т. Филипов се премества в Солун.
През 1911 година публикува обява във вестник „Учителски глас“, че притежава клиника с голям и модерен рентгенов апарат и е специализирал хирургия в Париж. През цялата 1912 година той е училищен лекар в пансиона на търговската гимназия.